# Communauté de communes de Seignelay-Brienon
Die Communauté de communes de Seignelay-Brienon ist ein ehemaliger französischer Gemeindeverband mit der Rechtsform einer Communauté de communes im Département Yonne in der Region Bourgogne-Franche-Comté. Sie wurde am 28. Dezember 1993 gegründet und umfasste 14 Gemeinden. Der Verwaltungssitz befand sich im Ort Seignelay.

## Historische Entwicklung
Der Gemeindeverband wurde ursprünglich unter dem Namen Communauté de communes du Seignelois gegründet. 2014 wurde seine Bezeichnung auf den aktuellen Namen geändert.
Mit Wirkung vom 1. Januar 2017 fusionierte der Gemeindeverband mit der Communauté de communes du Florentinois und bildete so die Nachfolgeorganisation Communauté de communes Serein et Armance.

## Ehemalige Mitgliedsgemeinden
1. Beaumont
2. Bellechaume
3. Brienon-sur-Armançon
4. Champlost
5. Chemilly-sur-Yonne
6. Esnon
7. Hauterive
8. Héry
9. Mercy
10. Mont-Saint-Sulpice
11. Ormoy
12. Paroy-en-Othe
13. Seignelay
14. Venizy